# 性愛 (情感)
性愛或称爱欲（英語：Eros，/ˈɛr.ɒs, ˈɪər-/；來自古希臘語 ἔρως (érōs)，意即：“愛、慾望”）是古希臘哲學中的一個概念，指的是感性或熱情的愛，英語中的情色（Eroticism）一詞由此而來。 性愛在更廣泛的意義上也被用於哲學和心理學，幾乎等同於“生命能量”。英國作家 C·S·劉易斯將它與家庭之愛、友愛（philia）和聖愛（agape）列為基督教中表示愛的四個古希臘詞之一。

## 在文学中
在古典世界中，“性爱”通常被形容为一种“疯狂”或“theia mania”（“来自众神的欢愉”）。
这种性爱的激情是通过复杂的隐喻和神话图式来描述的，往往涉及到“爱之箭”或曰“恋矢”的意象，其来源通常是爱神厄洛斯或丘比特。有时，箭的来源据说是美丽的爱情对象本身的形象。如果这些箭到达他们情人的眼睛，它们就会“刺穿”或“伤害”情人的心，使他们被欲望和渴望（相思病）所淹没。

## 另見
- 厄洛斯
- 性愛